# 19598 Латтрелл
19598 Латтрелл (19598 Luttrell) — астероїд головного поясу, відкритий 14 липня 1999 року.
Тіссеранів параметр щодо Юпітера — 3,567.